# كلية الطب الأولى (جامعة تشارلز)
تعد كلية الطب الأولى بجامعة تشارلز في براغ (بالتشيكية:První lékařská fakulta Univerzity Karlovy v Praze) واحدة من كليات الطب الخمس بجامعة تشارلز . وهي الخليفة المباشرة لكلية الطب الأصلية ، والتي كانت جزءًا من الجامعة منذ تأسيسها من قبل الملك تشارلز الرابع. (جنبا إلى جنب مع كلية الفنون - سميت فيما بعد ب: الفلسفة والقانون واللاهوت ). شعار الكلية عبارة عن بجع (وهو رمز للطب) يغذي صغاره بإيثار. يقع مكتب العميد في شارع Kateřinská ، وتقع معظم الأقسام النظرية في منطقة Karlova náměstí و Albertova . تعد عيادات الكلية جزءًا من العديد من مستشفيات براغ ، وخاصة مستشفى الجامعة العام ، والمستشفى العسكري المركزي ، ومستشفى نابولوفتسه ، ومستشفى ثومايروفي و المستشفى الجامعي في الموتول .

## التاريخ

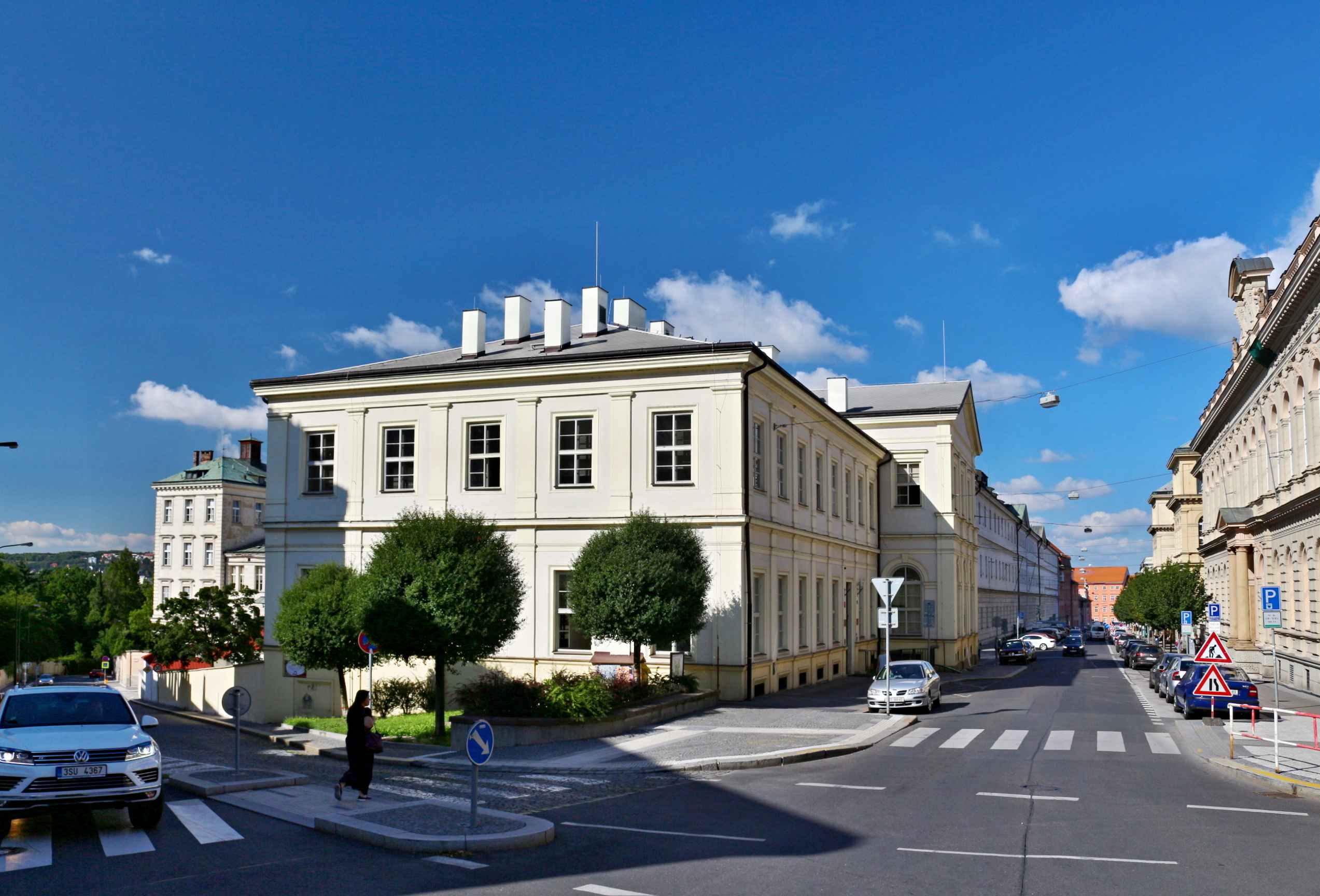
مبنى معهد المعلومات العلمية 1. LF و VFN في براغ.

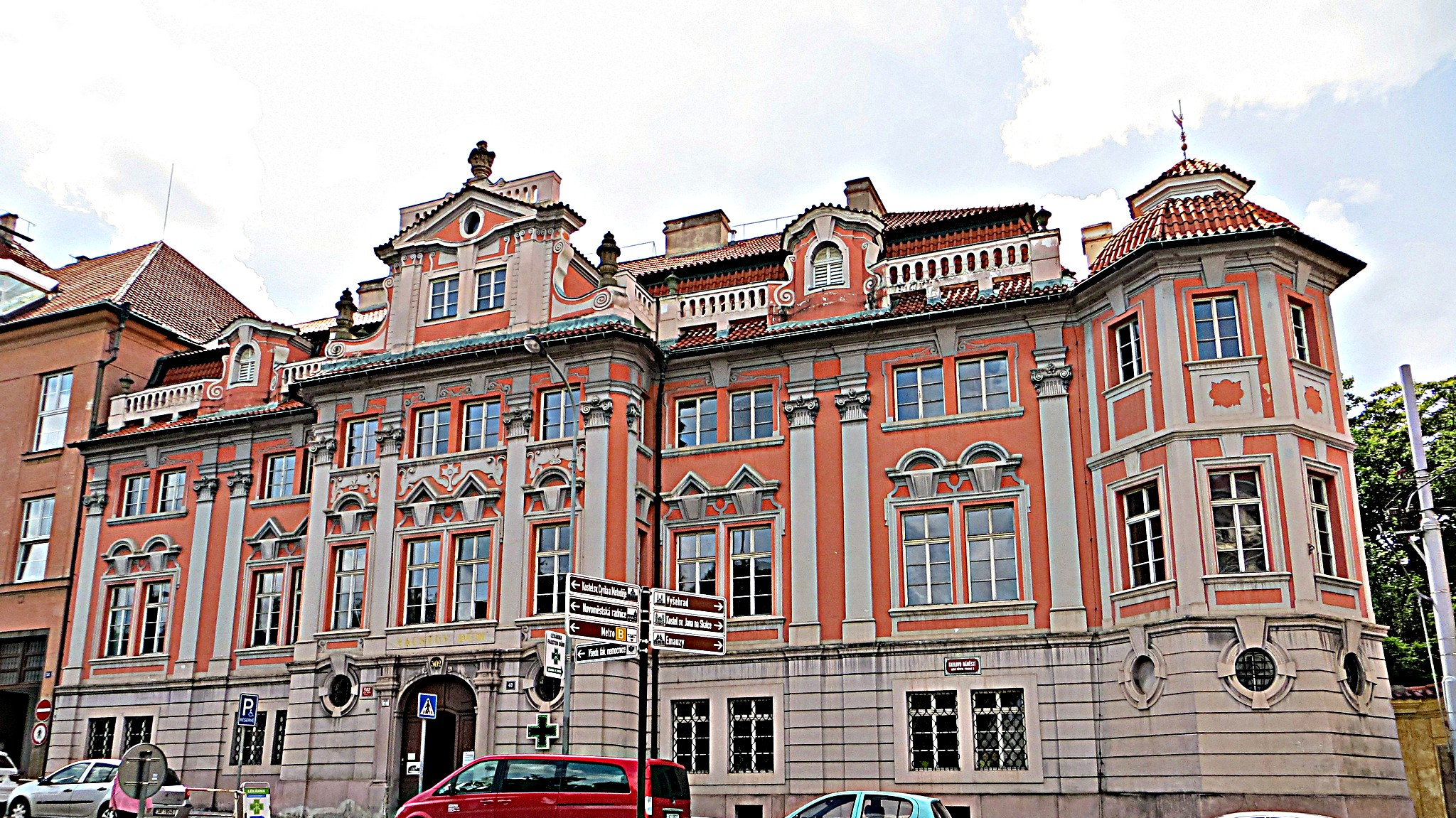
بعض الأقسام 1. يقع LF في Faust House في Karlov náměstí.

كانت كلية الطب الأولى واحدة من أربع كليات أصلية في جامعة تشارلز ، والتي تأسست مع الجامعة عام 1348. كان الغرض الأساسي منها هو تدريس الطب ، وكانت تنتمي ، إلى جانب كليات اللاهوت والقانون ، إلى ما يسمى بالكليات العليا ، لأنه كان من الضروري للدراسة فيها، أن يتخرج الطالب أولًا من كلية الآداب .
بعد إنشائها ، تطورت بشكل متدرج ، تم إنشاء مهجعها أيضًا في شارع Kaprova Street رقم 43 لاحقًا ، لكن مع بدء حروب الهوسيت كانت نهاية الكلية. من حين لآخر فقط كانت المحاضرات الطبية تعقد في الكلية الوحيدة المتبقية في جامعة براغ ، وهي كلية الآداب.
لم يتم استئناف النشاط حتى عام 1623 ، عندما تولى اليسوعيون إدارة الجامعة بأكملها. من منتصف القرن الثامن عشر حتى منتصف القرن التاسع عشر ، بالإضافة إلى العميد المنتخب ، كان لها أيضا مدير معين من قبل الملك ، هذا المدير كان أيضًا الطبيب الإقليمي الأول ، أعلى ممثل لقطاع الصحة التشيكي ، ومشارك في إدارة الكلية.
منذ البداية ، مُنح خريجو كلية الطب الدرجات الأكاديمية للدكتوراه في الطب ( دكتور في الطب ؛ في الأصل يمكنهم أيضًا الحصول على درجة البكالوريوس ، ولكن تم إلغاؤها في النهاية بسبب فائضها) . لم تعط هذه الدرجات في المجالات الجراحية. لأنها كانت مجرد حرفة كان يمارسها الحلاقون والجلادون والقابلات ، إلخ. تم إنشاء العنوان المنفصل لـ "دكتور في الجراحة" فقط بعد عام 1786 ، وبالمثل كان من الممكن الحصول على لقب ، على سبيل المثال ، "ماجستير في طب التوليد" أو "ماجستير في طب الأسنان". ومع ذلك ، بعد إصلاح آخر في عام 1872 ، تم تقديم لقب موحد "دكتور في جميع الطب" ( Medicinae universae doctor ، مختصر MUDr. ) لجميع الخريجين ، والذي لا يزال يُمنح حتى اليوم.
مثل بقية جامعة تشارلز ، تم تقسيم كلية الطب إلى الكلية الألمانية والكلية التشيكية في عام 1883. أغلق القسم التشيكي من قبل النازيين في نوفمبر 1939 ، ولكن بعد الحرب انعكس الوضع وسيطر التشيكيون على جميع المعاهد والعيادات التابعة للكلية الألمانية والتي تم إلغاؤها حتى الآن. حافظت هيئة التدريس التشيكية على بعض النشاط حتى أثناء الحرب ، عندما تخرج 30 من خريجيها من جامعة أكسفورد بين عامي 1943 و 1944. في عام 1945 ، تم إنشاء فرعين ، في هراديتس كرالوفا  وفي بلزن ،  والتي أصبحت فيما بعد كليتين طبيتين مستقلتين في جامعة تشارلز. في عام 1953 ، تم تقسيم كلية براغ إلى ثلاث كليات طبية جديدة:
- كلية الطب العام ، لاحقًا كلية الطب الأولى.
- كلية طب الأطفال ، لاحقًا كلية الطب الثانية
- كلية الصحة العامة والمجتمع، لاحقًا كلية الطب الثالثة

لم يحدث تغيير الاسم إلى كلية الطب الأولى بجامعة تشارلز إلا بعد الثورة المخملية في عام 1990 .

## مجالات الدراسة
درجة البكالوريوس:
- برامج دراسية غي تخصص الرعاية الصحية
  - علم الادمان 3
  - العلاج الطبيعي (3)
  - علاج وظيفي (3)
  - العلاج الغذائي (3)
- برنامج دراسة التوليد
  - قابلة (3)

برنامج الماجستير:
- برامج دراسية في تخصص الرعاية الصحية
  - علم الادمان (2)
  - أخصائي تغذية (2)

دراسات الماجيستير:
- الطب العام (الطب البشري)(6)
- طب الأسنان (5)

دراسات الدكتوراه:
- الكيمياء الحيوية والكيمياء المرضية
- علم الأحياء وعلم أمراض الخلية
- المعلوماتية الطبية الحيوية
- الميكانيكا الحيوية
- الجراحة التجريبية
- علم الأدوية والسموم
- فسيولوجيا الإنسان والفيزيولوجيا المرضية
- علم الشيخوخة
- علم المناعة
- الفيزياء الحيوية الطبية
- علم الاحياء المجهري
- البيولوجيا الجزيئية والخلوية وعلم الوراثة والفيروسات
- علم الأعصاب
- الأدوية الوقائية
- علم الأحياء النمائي والخلوي
- طرق التصوير في الطب
- علم النفس الطبي وعلم النفس المرضي
- أخلاقيات علم الأحياء
- تاريخ الطب
- علم الادمان
- علم الطفيليات